# Milivoje Tomašević
Milivoje Tomašević (Klenak, 3. novembar 1949) srpski je novinar, književnik i preduzetnik.

## Biografija
Milivoje Tomašević je rođen 3. novembra 1949. godine u selu Klenak Nikšiću. Od 1973. do 1990. godine radio je kao novinar. Objavio je veliki broj reportaža i komentara u novinama: Večernje novosti, Borba, Komunist, Pobjeda, Danas i časopisima: Književnost, Pogledi, Socijalizam, Opredjeljenja i drugi. Najzapaženiji je bio u časopisu Duga sa nadnaslovom Preko pune linije.
Godine 1990. pokrenuo je časopis Argument koji je okupio najuticajnije intelektualce iz svih republika i pokrajina SFR Jugoslavije. Cilj je bio prmovisanje vrednosti ovog društva i države. Između ostalog bila je i rubrika — po čemu je Jugoslavija najbolja na svetu — u prvom broju su predstavljeni: teniserka Monika Seleš, avion Supergaleb G4 i lek najbrži antibiotik — Sumamed. Sledeći broj „Argumenta” je zabranjen, a Tomašević ostao bez posla.
— 
Godine 1990, osnovao je preduzeće Holding Komet gde je za četiri godine zaposleno 300 ljudi; 1993.g. pokrenuo je časopis Dečji svet. Godine 1994. objavio knjigu Vaše dete uspešan čovek(koautor — Dragomir Ganović). Iste godine dobio je nagradu Trgovačke komore Jugoslavije za Najuspešnijeg poslovnog čoveka 1994. godine — među 24 najuspešnija. Krajem iste godine prinuđen je da napusti Holding komet.
Godine 1995. osnovao je preduzeće Medical system koje je proizvodilo neonatalne inkubatore i autoklave — parne sterilizatore. Ovi proizvodi su dobili sve evropske certifikate za kvalitet. Firma je dobila priznanja Privredne komore, Srpskog lekarskog društva, više zdravstvenih ustanova i nagradu SIEPA — Najbolji novi izvozni proizvod 2006. godine.
— Od 2000. 2005. godine — sa blagoslovom Patrijarha srpskog G. Pavla, pod pokroviteljstvom Svetog arhijerejskog sinoda SPC — Tomašević je vodio akciju Udahnimo život Srbiji. Od Patrijarha srpskog g. Pavla je 2004. godine dobio Gramatu „za pokazanu ljubav i pomoć u dobrotvornoj akciji Svetog Arhijerejskog Sinoda SPC”. Godine 2006. preduzeće „Medical system” (vlasništvo Milivoja Tomaševića) dobilo je nagradu SIEPA za Najbolji novi izvozni proizvod Srbije u 2006. godini.
Milivoje Tomašević je 2011. godine objavio knjigu Aura Beograd — ključevi ezoteričnih simbola Prestonice.
Svoju treću knjigu, Misija Belog Anđela, objavio je 2016. godine.
Godinu dana nakon toga, Unija poslodavaca Srbije dodelila mu povelju „Privilege partner 2017”.
Za uspehe u profesiji kojom se bavio Tomašević je dobio više priznanja: plaketa i zahvalnica od raznih institucija u SFR Jugoslaviji i Republici Srbiji.

## Bibliografija
- Vaše dete uspešan čovek (1994)
- Aura Beograd — ključevi ezoteričnih simbola Prestonice[3] (2011)
- Misija Belog Anđela[3] (2016)